# Vitgölen, Västergötland
Vitgölen är en sjö i Tidaholms kommun i Västergötland och ingår i Motala ströms huvudavrinningsområde. Vitgölen ligger i Vitgölen-Tjäremossen Natura 2000-område.